# دورينا
دورينا (بالفرنسية: Dorénaz)‏ هي بلدية في محافظة سان موريس في كانتون فاليه في سويسرا.

## التاريخ
ذكرت دورينا في القرنيين الحادي عشر والثاني عشر باسم «إلى واجهة دوروني» usque ad frontem Dorone.

## الجغرافيا
تبلغ مساحة دورينا، وذلك اعتبارا من 2011، 12.5 كيلومتر مربع (4.8 ميل مربع). في هذا المجال، تستغل 24.3٪ منها للأغراض الزراعية، في حين أن الغابات تشكل 60.4٪. ما تبقى من الأرض بنحو 3.8٪ يشكل مستوطنات (المباني أو الطرق) و 11.5٪ هي أراض غير منتجة.
وتقع البلدية في حي سان موريس، على الجانب الأيمن من نهر الرون.